# Морозостійкість
Морозостійкість — здатність матеріалу в насиченому водою стані витримувати багатократне поперемінне заморожування і відтавання без видимих ознак руйнування і без значного пониження міцності. Основна причина руйнування матеріалу під дією низьких температур - розширення води, що заповнює пори матеріалу, при замерзанні. Морозостійкість залежить головним чином від структури матеріалу: чим вище відносний обсяг пір, доступних для проникнення води, тим нижче морозостійкість.
- Морозостійкість - здатність організмів (рослин) тривалий час виносити температури нижче 0 ° C. Морозостійкість також передбачає здатність протистояти дуже сильним (більше 40 ° C) морози.

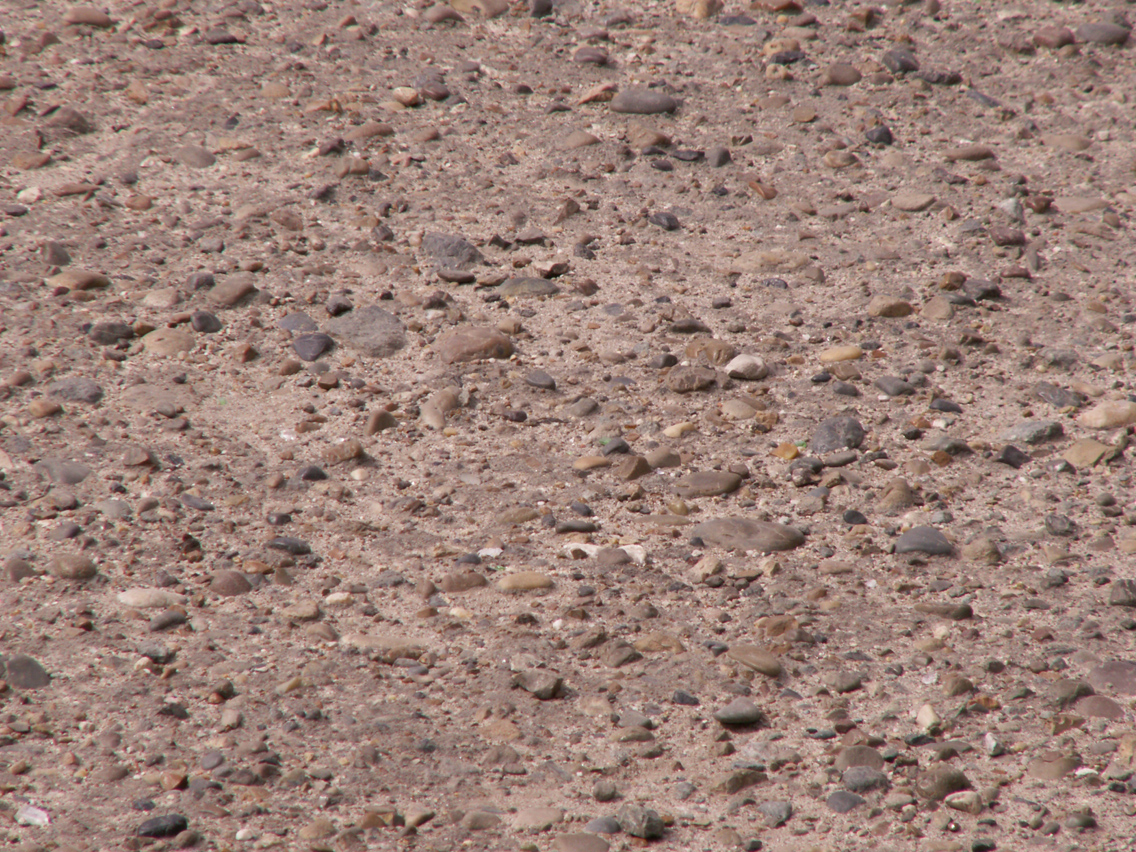
Низька морозостійкість-руйнування асфальтового покриття тротуару - 5 років експлуатації.

Найбільш часто використовується позначення: «F» з цифрами від 50 до 1000 (приклад - F200), які дають зрозуміти кількість циклів замерзання-відтавання. Див також: Зони морозостійкості.
- Морозостійкість - один з найважливіших показників якості бетону, цегли та інших будівельних матеріалів, забезпечення яких особливо важливо для північних країн у зв'язку з їх географічним положенням і кліматичними умовами. Сотні тисяч конструкцій з різних будівельних матеріалів знаходяться на відкритому повітрі, зволожуються при дії природних факторів, піддаються багаторазовому заморожуванню і відтавання. Конструкції з неморозостійкі матеріалу з часом втрачають тримкість, піддаються поверхневому зносу і отримують різного роду ушкодження.

Чому повсюдно зустрічаються морозні пошкодження деталей будов, чому кришаться і розсипаються на другий чи третій рік бордюри і асфальт на дорогах, бетонні сходи, балконні плити, бруківка тротуарів, цегла та інші конструкції та матеріали? Причиною передчасного руйнування виробів є їх низька морозостійкість або, кажучи технічною мовою, невідповідність марки за морозостійкістю вимогам нормативних документів. Маркою за морозостійкістю є кількість циклів поперемінного заморожування і відтавання насичених водою зразків без порушень цілісності та зміни міцності. Цегла і бетон по-хорошому повинні без видимих руйнувань служити не менше 100 років.
Вироби з недостатньою морозостійкістю з'являються при порушенні виробником регламенту і технології виготовлення і відсутності поточного контролю морозостійкості.Наприклад, для бетону забезпеченої морозостійкості вирішальними факторами крім витрати цементу є: водо-цементне відношення, вид цементу, умови тверднення бетону, наявність повітрянововлекающих добавок та ін